# Famille de Marbré
La famille de Marbré est une famille du Moyen Âge tardif originaire du Duché de Bretagne, d'origine chevaleresque qui tient son nom d'une seigneurie qu'elle possédait à Cogles et qui est éteinte depuis le XVIIe siècle.
Pierre de Marbré, seigneur de l'hôtel du Bas-Vézin, aurait ratifié à Rennes le 20 avril 1381 le second Traité de Guérande signé à Guérande le 15 janvier entre Jean de Montfort, duc de Bretagne et Charles VI, roi de France.

## Origine, noblesse
Déclarée noble d'extraction de neuf générations à la réformation de la Noblesse de 1668,.

## Personnalités
- Jamet de Marbré, écuyer dans une montre de 1380, seigneur de Marbré en 1414 participe aux guerres de Bretagne dans la compagnie de Geoffroy de la Guerche, capitaine de La Guerche-de-Bretagne[4].

- Pierre de Marbré, prieur du Terte en 1506, prieuré de l'Abbaye Notre-Dame de Blanche-Couronne[5].

## Généalogie simplifiée
La généalogie suivie commence avec Pierre de Marbré, seigneur du Bas-Vézin, qui ratifie le second Traité de Guérande à Rennes le 20 avril 1381, marié à Hilaire de Lourme, dont les trois fils donnent deux branches: 
- Arthur de Marbré, marié à Georgette de Pontchâteau, dame du Fresne qui donne la branche des seigneurs du Fresne;
- Jean de Marbré, marié en 1481 avec Perrine de Juzé, qui donne la branche des seigneurs de Trénou;
- Guillaume de Marbré, seigneur de Malary, et du Chêne Vert, en Plessé (44), marié à Jeanne Le Maistre, qui était capitaine des châteaux du Givre, puis de celui de la Bretesche à Missillac en 1498, pour le duc François II de Bretagne.

### Branche ainée
- Seigneurs du Bas-Vezin [6].

#### Rameau des seigneurs du Fresne
Branche ainée :
Jean de Marbré (attesté en 1380
```
   │
   └─>
Pierre ou Perrot de Marbré
, seigneur du Bas-Vezin, (av. 
1381
- >
1403
) épouse Hilaire de Lourme.
         │    écuyer, ratifie le second 
Traité de Guérande
 le 
20 avril 1381
 à Rennes.
         │
         ├─> 
Arthur de Marbré
, époux de Georgette du 
Pont
, qui apporte en dot la seigneurie du Fresne, à 
La Chapelle-Launay
 (44).
         │      │
         │      └─> 
Robert de Marbré
, seigneur du Fresne, épouse en 
1478
 Aliette de 
Montauban
[
2
]
.
         │             │     
         │             └─> 
Pierre de Marbré
 époux de Françoise 
Giffart
 de la Roche.
         │      
         ├─> 
Jean de Marbré
, auteur des seigneurs de Trénou (cf. plus bas)
         │
         └─>
Guillaume de Marbré
, chevalier, seigneur de la Higonnaye, époux de Jeanne Le Maistre, Dame de Boisvert.
               │  Capitaine du 
Château de la Bretesche
 à 
Missillac
 en 
1498
), pour le Duc 
François II de Bretagne
.
               │  Capitaine des Villes et château du 
Gâvre
.
               │
               └─>
Hélène (Jeanne) de Marbré
 (- vers 
1513
), épouse avant 
1489
 de Jean V de Lespinays (- 
1517
), seigneur de L'Epinays-Chaffaux.
```

- Jean de Marbré, seigneur du Fresne, mentionné dans la vente du domaine de la Jallais en Donges à l'Abbaye Notre-Dame de Blanche-Couronne[8]

André de Marbré, écuyer, sieur du Fresne, époux de Catherine Clément
```
   │
   └─>
Olivier de Marbré
 (
17 novembre 1529
, 
La Chapelle-Launay
-)
```

Charles de Marbré, sieur du Fresne, époux de Louyse Gautier, Dame du Bois-Nozay.
```
   │
   └─>
Jean de Marbré
 (
11 mars 1594
, 
La Chapelle-Launay
-)
```

- Charles et Olivier Marbré, sieurs du Fresne, nomms dans un aveu de la Vicomté de Donges.
- Robert de Marbré, sieur du Fresne, est institué capitaine de la Galiote de Lavau le 5 février 1588.
- Jean de Marbré, écuyer, seigneur du Fresne, Bougail et de la Haye de Maure en 1674.
- Mademoiselle de Marbré, dame du Fresne en 1720.

Se fond dans la Piguelays.

#### Rameau des seigneurs du Bas-Vezin
- Pierre de Marbré, seigneur du Bas-Vezin en 1400 et en 1427, épouse Perronnelle Botherel[9].
- Jean de Marbré, seigneur du Bas-Vezin, en 1440
- Pierre de Marbré, ( - <1492), seigneur du Bas-Vezin époux de Marie Louvel.

```
   │
   └─> 
Gilles de Marbré
, seigneur du Bas-Vezin, épouse Louis Le Mintier
[
10
]
.
```

- Jean de Marbré, seigneur du Bas-Vezin, en 1580 et 1604[11], il épouse Louise de Poix en 1598

- Michelle de Marbré, ( -1682) dame du Bas-Vezin, en 1666.

#### Non rattachés
- Gilles de Marbré, époux de Renée Guihoy propriétaire de la Brossé Fégréac en 1513
- Guyonne de Marbré (-ap. 1658)épouse de Gilles Michiel, Seigneur du Vaudart en Malansac.
- Mathurin de Marbré, propriétaire de la Chataigneraie, Redon avant 1658.

### Branche cadette des seigneurs de Trénou
Jean de Marbré, fils cadet de Pierre et d'Hilaire de Lourme, épouse Perrine de Juzet
```
   │
   └─> 
Olivier de Marbré
 épouse en 
1543
 Georgine de Juzet 
[
12
]
.
```

- Philippe de Marbré, seigneur de Bois-Nozay en 1608

## Armes, blasons, devises
| Blason | Nom de la famille et blasonnement                                                                                        | Devise |
| ------ | --- | ------ |
|        | Famille de Marbré D'argent à l'aigle éployé de sable Sceau de 1403.                                                      |        |
|        | Famille de Marbré Sr de Trénou (Ramage des précédents) D'azur à la croix d'argent, chargée de cinq aiglettes de gueules. |        |

## Possessions
- Bas-Vezin, Vezin-le-Coquet au moins de 1403 à 1692.
- Bedouan, Donges en 1490.
- Le Brossay, Guémené-Penfao, Terre et Juridiction en 1478 et 1502.
- Courdronne ou Couëdron, en 1668.
- Le Fresne, Terre, La Chapelle-Launay.
- Friguel, Guémené-Penfao, Terre et Juridiction, en 1603.
- La Haye, Mordelles.
- La Jallais, Terre, Donges.
- Marbré, Cogles de 1380 à 1456.
- La Bignonais ou Higonnaye, Plessé.
- Bois-Nozay, Saint-Lyphard, Terre et Juridiction, en 1608.
- Boisvert, Terre et Juridiction, Moyenne Justice, Saint-Aubin-des-Châteaux en 1490.
- Métairie du Breil, Plessé.
- Malabry ou Mallarit, Maison forte entourée d'étangs, Plessé.
- Trénou ou Trénon, Beslé Guémené-Penfao ou Jans en 1478.

## Monuments
- Les seigneurs du Bas-Vezin, ont dans l'église de Vezin, un banc et un enfeu prohibitif, comme le démontre la représentation sur toile de quatre de leurs ancêtres placée près l'autel Saint-Nicolas, avec ses armoiries : « D'argent à une aigle de sable armée de gueules ». Des vitraux représentent aussi les armes de la famille de Marbré au « chanceau de ladite église, du costé de l'épître, sont deux vitres fort vieilles, l'une à deux escussons, dont l'un est « my-party d'argent à une aigle de sable armée de gueules (qui est de Marbré), au lion de sinople, rampant, couronné d'or (qui est Botherel)» ; et en l'autre vitre y a aussi deux escussons, le premier « d'argent à l'aigle de sable », et le deuxième « mi-parti de Marbré et de Botherel »; et au dessoubs desquels sont écrits : Pierre de Marbré et Perronnelle Botherel ».
- Le seigneur du Bas-Vezin déclara en 1580 aux enquêteurs « un gros chesne appelé « bannier » [du ban], placé près la passée du cimetière et estant dans son fief, et où toutes les nouvelles mariées de la paroisse luy doivent le premier jour de leurs noces une chanson à danser » [15],[16].